# Hydrocotyle hookeri
Hydrocotyle hookeri är en växtart i släktet Hydrocotyle och familjen araliaväxter.
Arten är en perenn ört som förekommer i Himalaya, östra Indien, Myanmar och södra Kina (Yunnan och Guangdong). Den beskrevs som Hydrocotyle javanica var. hookeri av Charles Baron Clarke 1879, och fick sitt nu gällande namn av William Grant Craib 1911.

## Underarter
Arten delas in i tre underarter:
- Hydrocotyle hookeri subsp. chinensis (Dunn ex R.H.Shan & S.L.Liou) M.F.Watson & M.L.Sheh
- Hydrocotyle hookeri subsp. handelii (H.Wolff) M.F.Watson & M.L.Sheh
- Hydrocotyle hookeri subsp. hookeri